# Don Ed Hardy
Don Ed Hardy (enero de 1945) es un tatuador estadounidense. Es más conocido por ser el primer diseñador de su país en hacer sus diseños con técnicas y estéticas asiáticas, y es llamado el embajador de la cultura del tatuaje por impregnar sus diseños con referencias a diversas culturas.

## Primeros años
Hardy nació el 5 de enero de 1945 en Des Moines, Iowa. Creció en Corona del Mar, en Newport Beach, California. Cuando era preadolescente, Ed Hardy se interesó por los tatuajes: el padre de uno de sus amigos tenía tatuajes del ejército y le intrigaban tanto que tomó bolígrafos y lápices de colores para dibujar sobre otros niños del vecindario. Hardy también le da crédito a su madre, quien lo apoyó y lo alentó a seguir su pasión.

## Carrera
Hardy nació en Corona del sur
, Newport Beach, California, en 1945. Asistió al Instituto de Arte de San Francisco y se graduó con un bachillerato en Bellas Artes de la Pintura, especializándose en estampados y grabados.
Gracias a una asociación con Sailor Jerry, Hardy tuvo la oportunidad de estudiar en Japón en 1973 con el maestro de arte clásico japonés Horihide Horiyoshi II, también conocido como Kuronuma. 
Hardy se caracterizó por introducir la estética japonesa en los tatuajes estadounidenses y por revolucionar el tatuaje en occidente. Por ejemplo, el concepto de custom tattoo (tatuaje a pedido) fue algo que Hardy hizo por primera vez al abrir su primer estudio en San Francisco, llamado "Realistic Tattoo".Durante los años 70 y 80, Ed Hardy estudió y tatuó en Japón de vez en cuando.
En 1981, creó la marca Hardy Marks Publications y publicó una serie de libros llamada "Tattootime", así como multitud de publicaciones sobre artistas. Entre ellos cabe destacar títulos como "Rock of Ages", "Rosie Camanga", "Sailor Jerry Flash", entre otros.
Actualmente Hardy no está tatuando, pero es mentor de los artistas de "Tattoo City", su estudio en San Francisco. Desde los años 80 se dedicó a otras formas de arte, como la pintura y el dibujo. Su actividad artística continúa, pintando en todo tipo de materiales, desde lienzo o papel a cerámica. El 18 de junio de 2013 publicó en Nueva York su libro de memorias, titulado "Ed Hardy, Wear Your Dreams".

## Marcas comerciales
En 2004, el diseñador de modas Christian Audigier compró los derechos para producir una línea de ropa llamada Ed Hardy,  la cual se basa en diseños del artista. Con el tiempo, también se lanzó una serie de fragancias con el nombre de Hardy.